# Фрідріх-Карл Пауль
Фрідріх-Карл Пауль (нім. Friedrich-Karl Paul; 31 січня 1909, Штеттін — 1 травня 1998, Кассель) — німецький морський офіцер, капітан-цур-зее крігсмаріне (1945) і бундесмаріне. Кавалер Лицарського хреста Залізного хреста.

## Біографія
В 1926 році вступив на службу в торговий флот. В 1934 році добровольцем записався в ВМФ. Служив на броненосці «Адмірал Шеер». В 1937 році переведений в міноносний флот. З 1940 року — командир міноносця Т-111, брав участь в бойових операціях в районі Скагеррака. В кінці 1941 року призначений командиром міноносця «Ягуар», з яким діяв в районі Ла-Маншу. Йому вдалося потопити 5 кораблів і нанести пошкодження ще 22. Командуючи міноносцем Т-23, Пауль потопив британський крейсер HMS Charybdis (88). З серпня 1944 року командував 2-й флотилією міноносців в східній частині Балтики, яка успішно діяла проти радянського флоту. В травні 1945 року інтернований, незабаром звільнений. В 1957 році вступив у ВМС ФРН, служив в різних комітетах в Лондоні, а потім був уповноваженим Морського управління в Вашингтоні. В 1966 році вийшов у відставку. В 1979-86 роках очолював відділення Орденського товариства кавалерів Лицарського хреста в Касселі.

## Нагороди
- Медаль «За вислугу років у Вермахті» 4-го класу (4 роки; 8 квітня 1938)
- Залізний хрест
  - 2-го класу (23 грудня 1939)
  - 1-го класу (15 лютого 1942)
- Нагрудний знак есмінця (26 серпня 1941)
- Німецький хрест в золоті (30 жовтня 1943)
- Лицарський хрест Залізного хреста (4 березня 1945)